# Mezzo DSA
Mezzo DSA (Mezzo Danger Service Agency) est une série d'animation de 13 épisodes réalisée par Yasuomi Umetsu (2004) par le studio Arms. C'est la suite de l'OVA Mezzo Forte diffusé en 2001/2002.

## Staff
- Studio : ARMS, Pierrot (co-production)
- Réalisateur : Yasuomi Umetsu
- Scénariste : Takao Yoshioka
- Designer : Yasuomi Umetsu
- Musique : Fumika Yasuda
- Créateur original : Yasuomi Umetsu
- Directeur artistique : Akira Ito

## Épisodes
Liste des épisodes[réf. nécessaire] :
- 01. Poussière d'Amour - Shell of Love
- 02. Poussière d'étoile - Shell of Star
- 03. Poussière de Peur - Shell of Fear
- 04. Poussière de Mensonges - Épisode POSI - Shell of Lies - POSI
- 05. Poussière de Mensonges - Épisode NEGA - Shell of Lies - NEGA
- 06. Escroquerie de Cent Millions - Shell of a Hundred Billion
- 07. Poussière de Misère - Shell of Misery
- 08. Poussière de Pensées - Shell of Thoughts
- 09. Poussière de Rêves - Shell of Dreams
- 10. Poussière de Malédictions - Shell of Curses
- 11. Poussière d'Illusions - Shell of Illusions
- 12. Bas les Masques - Shell of Layers
- 13. La Destruction - Shell of Fears